# Shuichi Mase
Shuichi Mase (født 22. oktober 1973) er en tidligere japansk fodboldspiller og træner.
Han har tidligere trænet Blaublitz Akita og Ehime FC.